# بودیلیس
بودیلیس (به فرانسوی: Bodilis) یک کمون در فرانسه است که در فینیستر واقع شده‌است. بودیلیس ۲۰٫۰۸ کیلومتر مربع مساحت دارد.